# Bisdom Mpanda
Het bisdom Mpanda (Latijn: Dioecesis Mpandensis) is een rooms-katholiek bisdom met als zetel Mpanda in Tanzania. Het is een suffragaan bisdom van het aartsbisdom Tabora. Het bisdom werd opgericht in 2000. Hoofdkerk is de kathedraal van de Onbevlekte Ontvangenis in Mpanda.
In 2019 telde het bisdom 16 parochies. Het bisdom heeft een oppervlakte van 46.346 km². Het telde in 2019 656.000 inwoners waarvan 54,1% rooms-katholiek was. 

## Bisschoppen
- William Pascal Kikoti (2000-2012)
- Gervas John Mwasikwabhila Nyaisonga (2014-2018)
- Eusebius Alfred Nzigilwa (2020-)